# Dyakinodes fraserensis
Dyakinodes fraserensis är en kackerlacksart som beskrevs av Roth, L. M. 1990. Dyakinodes fraserensis ingår i släktet Dyakinodes och familjen småkackerlackor. Inga underarter finns listade i Catalogue of Life.